# Isaac Tzétzès
Isaac Tzétzès (en grec médiéval Ἰσαάκιος Τζέτζης / Isaákios Tzétzês) est un philologue byzantin né à Constantinople au début du XIIe siècle, mort en 1138, frère de l'érudit plus prolifique Jean Tzétzès.
Ils étaient petits-fils d'un riche parvenu illettré ami de savants qu'il entretenait chez lui, et fils d'un homme très instruit, Michel Tzétzès, qui fut le principal professeur de ses deux fils, ce à quoi il consacrait beaucoup de temps. Leur mère Eudocie était la petite-fille du sébaste et grand drongaire Constantin, neveu du patriarche Michel Cérulaire et ami de Michel Psellos, qui avait épousé une Géorgienne parente de l'impératrice Marie d'Alanie. Très instruit comme son frère, Isaac se consacra comme lui à des travaux de philologie, mais il mourut jeune et son œuvre est donc beaucoup moins importante. Il a laissé au moins un commentaire sur la métrique de Pindare. Quant au commentaire de la Cassandre de Lycophron que les manuscrits transmettent sous son nom, c'est moins net : son frère se l'attribue à deux reprises, mais dit aussi ailleurs qu'Isaac avait bien commenté Lycophron.